# Татарская Урада
Татарская Урада (баш. Татар Ураҙы) — деревня в Янаульском районе Республики Башкортостан Российской Федерации. Входит в состав Новоартаульского сельсовета.

## География

### Географическое положение
Находится при впадении реки Урада в реку Буй. Расстояние до:
- районного центра (Янаул): 11 км,
- центра сельсовета (Новый Артаул): 8 км,
- ближайшей ж/д станции (Янаул): 11 км.

## История
Основана между 1816 и 1833 годами тептярями по договору о припуске на вотчинных землях башкир Уранской волости Бирского уезда. В 1834 году здесь насчитывалось 10 дворов и 58 жителей (30 мужчин и 28 женщин). В 1842 году жителям деревни принадлежали 25 лошадей, 20 коров, 35 овец, 40 коз; пчеловоды имели 10 ульев и 5 бортей.
В 1859 году в 35 дворах проживало 204 человека (99 мужчин и 105 женщин).
В 1904 году в деревне Урада, относившейся к Ново-Артауловской волости Осинского уезда Пермской губернии — 67 крестьянских дворов и 388 жителей (190 мужчин, 198 женщин), башкиры-вотчинники.
По переписи 1920 года в деревне Татарская Урада было 101 дворов и 519 жителей (246 мужчин, 273 женщины).
К 1926 году деревня была передана из Уральской области в состав Янауловской волости Бирского кантона Башкирской АССР.
В 1939 году население деревни составляло 523 жителя, в 1959 — 406.
В 1982 году население — около 300 человек.
В 1989 году — 224 человека (104 мужчины, 120 женщин).
В 2002 году — 278 человек (148 мужчин, 130 женщин), башкиры (39 %) и татары (28 %).
В 2010 году — 269 человек (132 мужчины, 137 женщин).

## Население
| 1834 | 1859 | 1904 | 1920 | 1939 | 1959 | 1989 |
| ---- | ---- | ---- | ---- | ---- | ---- | ---- |
| 58   | ↗204 | ↗388 | ↗519 | ↗523 | ↘406 | ↘224 |
| 2002 | 2009 | 2010 |      |      |      |      |
| ↗278 | ↘271 | ↘269 |      |      |      |      |